# Nosología
La nosología es la rama de la medicina cuyo objetivo es describir, explicar, diferenciar y clasificar la amplia variedad de enfermedades y procesos patológicos existentes, entendiendo estos como entidades clínico-semiológicas, generalmente independientes e identificables según criterios idóneos.

## Concepto
Implica una sistematización de las entidades por los conocimientos que se tiene de ellas, basados en supuestos teóricos sobre la naturaleza de los procesos patológicos.
Nosotaxia: se ocupa de mostrar cómo están clasificados y cómo se ubican sistemáticamente las enfermedades, cualquier desorden o trastorno en la salud. La nosología se identifica como la ciencia taxonómica de las enfermedades. Comporta una organización coherente de los fenómenos patológicos según un contexto más o menos establecido donde enmarcarlos. 
- Descripción: intenta conocer las características
- Diferenciación: identificación
- Clasificación: relaciones con otros procesos

## Historia
La nosología surgió en el siglo XVIII con la clasificación de las especies animales y vegetales. Los primeros "usuarios" de la nosología fueron los dermatólogos, pero su utilización corriente solo se da en el siglo XIX.

## Subdisciplinas y campos
De una manera general, la Nosología es un campo de conocimientos de la medicina, pero también forma parte de otras ciencias de la salud. 
La nosología comporta varias áreas internas e interrelacionadas, con diferentes competencias cada una, a saber: nosonomía, nosotaxia, nosografía y nosognóstica. Esquemáticamente:
1. Nosonomia (concepto de enfermedad). Concepto de vida y ser vivo. Evolución histórica del concepto de enfermedad. Salud y enfermedad. Individuo sano e individuo enfermo. Nominación de enfermedades, sinonimia y prefijos y sufijos más utilizados en Patología.
2. Nosotaxia (clasificación de las enfermedades).
3. Nosografía (descripción de la enfermedad: etiología, patogenia, nosobiótica, semiótica y patocronia). 
  1. Etiología general (causas de la enfermedad). Concepto de causa morbífica. Clasificación de las causas morbíficas.
  2. Patogenia o nosogenia (génesis y desarrollo de la enfermedad). Doctrinas patogénicas. La reacción viva local y general. El síndrome general de adaptación. Patología de la adaptación.
  3. Nosobiótica (alteraciones que conlleva la enfermedad). Alteraciones morfológicas. Alteraciones o perturbaciones funcionales. Insuficiencia funcional. El dolor en Patología.
  4. Semiótica (síntomas y signos clínicos). Concepto de síntoma y de signo clínico. Concepto de síndrome y cuadro sintomático. Semiotecnia y semiología.
  5. Patocronia o  nosocronia (evolución de la enfermedad). Periodo de comienzo. Periodo clínico: complicaciones y metástasis. Periodo de terminación: por curación (recaídas y recidivas) o por muerte (agonía, muerte y metagonía).
4. Nosognóstica (calificación de la enfermedad). Los juicios clínicos (diagnóstico, pronóstico y terapéutico) y sus fuentes, tipos y procedimientos.

El primer campo (la nosología) constituye un discurso completo sobre la enfermedad que tiene en cuenta la semiología (los síntomas), la etiología (el origen de la enfermedad), la patogenia (o patogenesia: mecanismo según el cual un agente causa una enfermedad). 
El segundo campo (la nosografía) define, con ayuda de información precisa, una clasificación a menudo puesta en entredicho a causa de los numerosos descubrimientos que se refieren un virus, una bacteria o una enfermedad mental por ejemplo.
Un nosocomio es un hospital para enfermos.

## Clasificación
Las clasificaciones internacionales que nos permiten agrupar las diferentes etiquetas diagnósticas son:
- La Clasificación de Derivaciones Fármaco-terapéuticas (CDF)
- La Clasificación Internacional de Atención Primaria (CIAP-2)
- La Clasificación Internacional de Enfermedades (CIE-10)
- El Manual diagnóstico y estadístico de los trastornos mentales (DSM-IV)